# Piero Gerlini
Piero Gerlini (* 19. Juli 1925 in Rom; † 29. August 1999 in Viterbo) war ein italienischer Schauspieler.
Gerlini war zwischen 1954 und 1992 ein vielgefragter Charakter- und Chargendarsteller des italienischen Kinos und im Fernsehen. Dabei war er häufig in Komödien zu sehen, mehrfach aber auch in der Rolle des Kommissars oder Polizisten in italienischen Poliziottesci. Auch für die Werbung drehte Gerlini (manchmal auch als „Pietro“ geführt) etliche Spots und trat somit häufig in Carosello auf, wurde aber auch von künstlerisch bemühten Filmemachern wie Krzysztof Zanussi engagiert.

## Filmografie (Auswahl)
- 1954: Le vacanze del Sor Clemente
- 1961: Die verlorene Legion (Orazi e curiazi)
- 1961: Der Letzte der Wikinger (L'ultimo dei Vichinghi)
- 1963: Cesare Borgia (Il duca nero)
- 1964: Brennpunkt Miami (Appuntamento a Dallas)
- 1965: Einmal zu wenig, einmal zu viel (I complessi)
- 1965: Gideon und Samson (I grandi condottieri)
- 1965: Die richtige Frau im falschen Bett (Letti sbagliati)
- 1966: Jagt den Fuchs! (Caiia alla volpe)
- 1967: Der Keuschheitsgürtel (La cintura di castità)
- 1968: Die Abenteuer des Kardinal Braun (Operazione San Pietro)
- 1968: Die Platinbande (The Biggest Budle of them All)
- 1968: Serafino, der Schürzenjäger (Serafino)
- 1969: Die Degenerierten (Satyricon)
- 1969: Zwölf plus eins (Una su 13)
- 1971: Mordanklage gegen einen Studenten (Imputazione di omicidio per uno studente)
- 1972: Allein gegen das Gesetz (Il vero e il falso)
- 1973: Die Ermordung Matteottis (Il delitto Matteotti)
- 1974: Das nimmersatte Weib (Donna è bello)
- 1974: L'ossessa – Das Omen des Bösen (L'ossessa)
- 1975: Der Graf von Monte Christo (The Count of Monte-Cristo)
- 1976: Tatort: Wohnheim Westendstraße (Fernsehfilm)
- 1978: Simon Templar – Ein Gentleman mit Heiligenschein (Fernsehserie, Folge: Rendezvous in Rom)
- 1978: Convoy Busters (Un poliziotto scomodo)
- 1980: Omar Mukhtar – Löwe der Wüste (Omar Mukhtar – Lion of the Desert)
- 1986: Una storia ambigua